# ロタール・フォン・アルノー・ド・ラ・ペリエール
ロタール・フォン・アルノー・ド・ラ・ペリエール（Lothar von Arnauld de la Perière、1886年3月16日 - 1941年2月24日）は、ドイツの海軍軍人。最終階級は海軍中将。第一次世界大戦で潜水艦Uボート艦長を務め、194隻、453,716トンの艦船を撃沈、現在に至るまで史上最高の戦果を挙げた潜水艦指揮官である。

## 略歴
ポーゼン出身。その家名で判るように、フランスからの亡命ユグノー貴族の末裔である。1903年にドイツ帝国海軍（Kaiserliche Marine）に入隊、1906年に少尉に任官後、戦艦「クルフュルスト・フリードリヒ・ヴィルヘルム」、戦艦「シュレジェン」、戦艦「シュレスヴィヒ・ホルシュタイン」などに配属された。1911年から1913年にかけては中尉として軽巡洋艦「エムデン」に勤務した。その後ベルリンでフーゴ・フォン・ポール提督の副官を務め、1914年の第一次世界大戦勃発時には語学研修のために渡英中であった。当初は海軍航空隊への配属が予定されていたが、同年12月の大尉への昇進を経て1915年4月1日付で潜水艦部隊に転属となり、指揮官としての訓練後、11月18日付で潜水艦U35の艦長に就任した。彼は「U35」で主に地中海方面へ出撃し、14回の航海中に189隻、446,708トンを沈めた。
1918年5月には「U139」の艦長に転じ、1回の出撃で5隻、7,008トンを沈めた。フォン・アルノーはこの戦争において一級鉄十字章と二級鉄十字章に加え、「U35」艦長としての戦功により最高位のプール・ル・メリット勲章を受章した。
優秀な戦績を残したフォン・アルノーは戦後の大幅に削減されたヴァイマル共和国下のドイツ海軍にも選び残された。1922年4月1日付で少佐へ昇進、1925年から1926年にかけて、連合国から保有を許された前弩級戦艦の「ハノーファー」及び「エルザス」に航海士官として勤務した。その後1928年9月24日から1930年10月10日の間、軽巡洋艦「エムデン」の艦長を務めた。1928年10月1日に中佐、1931年9月30日に大佐に昇進するも、まもなく早期除隊した。1932年から1938年にかけてはトルコの海軍大学に招かれて講師を務めた。

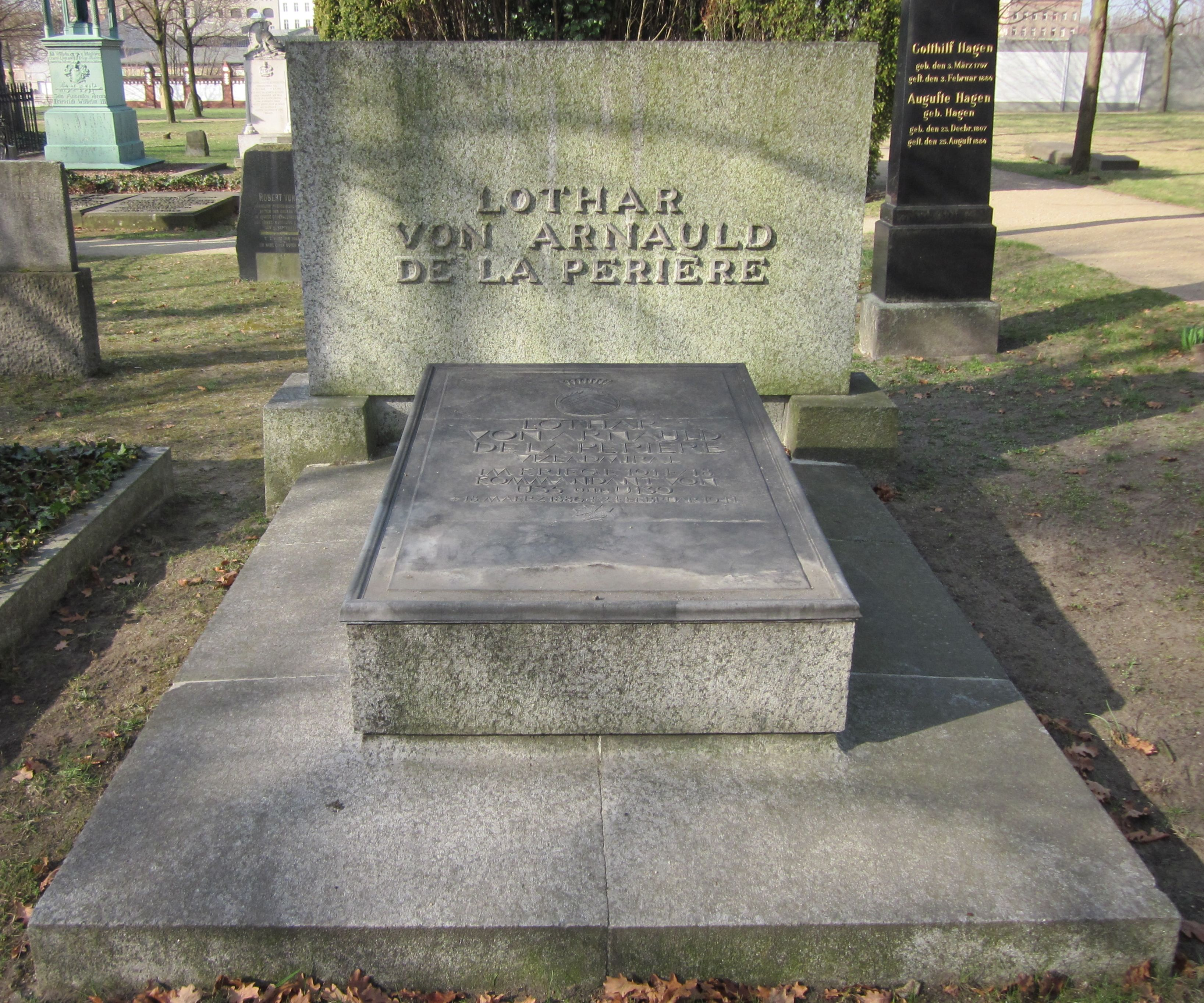
ベルリン軍人墓地にある墓

第二次世界大戦勃発に伴い、フォン・アルノーはドイツ海軍に呼び戻され、1939年9月から1940年3月までダンツィヒ並びにポーランド回廊沿岸地域の海軍全権代表に任命された。1940年5月から短期間ベルギー・オランダ海軍司令官を務め、1940年6月1日付で予備少将（Konteradmiral z.V.）に昇進。1940年12月までブルターニュ海軍司令官を務めた後、西フランス海軍司令官となり、1941年2月1日付で海軍中将に昇進した。1941年2月19日に黒海及びバルカン半島地域に於ける海軍部隊の統括組織として新設されるZ提督（Admiral "Z"）の長に任命されたが、2月24日、パリ郊外のル・ブルジェ空港にて、その任地へ向かう為に搭乗した飛行機の墜落事故により死亡した。

## 文献
- R. H. Gibson、Maurice Prendergast著『The German Submarine War, 1914-1918』（US Naval Institute Press）ISBN 978-1591143147
- デヴィッド・ミラー著、岩重多四郎訳『Uボート総覧』（大日本絵画）ISBN 978-4499227520
- Walter Lohmann、Hans H. Hildebrand著『Deutsche Kriegsmarine 1939-45』（Bernard & Graefe Verlag）